# Baruch Kimmerling
Baruch Kimmerling (en hebreu: ברוך קימרלינג; 16 d'octubre de 1939 – 20 de maig de 2007) fou un acadèmic israelià i professor de sociologia a la Universitat Hebrea de Jerusalem. Després d'haver mort, el 2007, The Times va descriure'l com «el primer acadèmic que feu ús de l'acadèmia per reexaminar els principis fonamentals del sionisme i de l'Estat israelià». Encara que fou un sociòleg de formació, Kimmerling va ser associat amb els Nous Historiadors, un grup d'acadèmics israelians que qüestionen la narrativa oficial de la creació d'Israel.

## Biografia
Baruch Kimmerling nasqué a la ciutat transilvana de Turda, a Romania, el 1939. Va néixer amb una paràlisi cerebral, una incapacitat del desenvolupament que el limitaria en una cadira de rodes durant les últimes tres dècades de la seva vida. La seva família va evitar de poc l'Holocaust tot fugint de Turda en un carro gitano el 1944, després de sentir rumors de la deportació imminent de jueus. Durant el viatge, el carro va ser atacat per un avió alemany. Quan la família de Kimmerling tornà a Turda després que la guerra hagués acabat, va descobrir que ja no tenien la seva propietat. La família immigrà a Israel el 1952, i va traslladar-se a un ma'abara (campament d'immigrants), Sha'ar ha-Aliya, abans de moure¡s a un apartament petit als afores de Netanya.
Malgrat les seves discapacitats, que van causar-li dificultats motores i problemes en la parla, els seus pares van criar-lo com un nen qualsevol i van animar-lo a aspirar cap amunt. Essent exempte de la lleva a les Forces de Defensa de l'Israel, Kimmerling es matriculà a la Universitat Hebrea de Jerusalem el 1963, i ontingué el seu doctorat el 1973 com a sociòleg. Kimmerling era reconegut pel seu treball analitzant el poblament jueu a Palestina abans del 1948 en termes de colonialisme. Va impartir moltes classes i va escriure nou llibres i centenars d'assajos. També va escriure articles en nombrosos diaris, com és el cas Haaretz i The Nation. Va aconseguir una càtedra a la Universitat de Toronto.
L'agost de 1975 es va casar amb Diana Aidan, una immigrant líbia nascuda a Itàlia, que s'havia mudat a Israel des de Nàpols el 1967 i era estudiant doctoral del Professor Yeshayahu Leibowitz. Aquesta deixa la seva carrera professional per esdevenir mestressa de casa i la parella va tenir tres fills: Shira (nascuda el 1976), Eli (nascuda 1978), i Naama (nascuda el 1981).
Kimmerling era un crític declarat de les polítiques israelianes, i va denunciar diferents assumptes relacionats amb el conflicte arabo-israelià. Va ser considerat com a membre dels Nous Historiadors d'Israel, i va insistir en declar-se com a patriota sionista dedicat a celebrar les diversitats de cultures en el si d'Israel, i als ideals d'un estat secular. Kimmerling era ateu i lamenava la incapacitat de jueus i àrabs de «separar religió de nacionalitat.» A diferència d'altres crítics de la política israeliana, s'oposava públicament al boicot d'academics israelians proposat per l'Associació de Mestres Universitaris del Regne Unit, argumentant que això debilitaria «l'última esfera pública de pensament i discurs lliure a Israel.»
Kimmerling morí a l'edat de 67 després d'una llarga batalla amb el càncer. Va ser enterrat al cementiri secular del Kibbutz Mishmarot, deixant la seva muller, Diana Aidan, i tres fills.

## Publicacions importants
1. Zionism and Territory: The Socioterritorial Dimensions of Zionist Politics. Berkeley: University of California, Institute of International Studies, 1983, 289 pp.
2. Zionism and Economy. Cambridge, Massachusetts: Schenkman Publishing Company, 1983, 169 pp.
3. The Interrupted System: Israeli Civilians in War and Routine Times. New Brunswick and London: Transaction Books, 1985. [229 pp]
4. (As editor) The Israeli State and Society: Boundaries and Frontiers. Albany: State University of New York Press, 1989, 330 pp
5. Baruch Kimmerling and Joel S. Migdal, Palestinians: The Making of a People. New York: Free Press, 1993, 396 pp. Paperback enlarged edition: Harvard University Press. Italian version: La Nuova Italia Editrice, 1994. Enlarged Edition, 2002 [page 512]. Enlarged and revised Hebrew version: Keter, 1998, 300 pp. Arabic: Ramallah, 2001.
6. The End of Ashkenazi Hegemony. Jerusalem: Keter, 2001, 124 pp (hebreu).
7. The Invention and Decline of Israeliness: State, Culture and Military in Israel. Los Angeles and Berkeley: University of California Press, 2001, 268 pp.
8. Politicide: Sharon's War Against the Palestinians. London: Verso, 2003.
9. Baruch Kimmerling and Joel S. Migdal, The Palestinian People: A History. Cambridge, Massachusetts: Harvard University Press, 2003, 604 pp.
10. Immigrants, Settlers, Natives: Israel Between Plurality of Cultures and Cultural Wars. Tel-Aviv: Am Oved, 2004 (hebreu, 630 pp).
11. Sociology of Politics: A Reader. Binyamina: The Open University, 2005 (hebreu)
12. Shuli bamerkaz: Sippur hayyim shel sotziolog tzibburi (Marginal in the Center: The Autobiography of a Public Sociologist), Hakibbutz Hameuhad, 2007, 252 pp, (hebreu)
13. Clash of Identities: Explorations in Israeli and Palestinian Societies, New York: Columbia University Press, 2008, 431 pp.
14. Marginal at the Center: The Life Story of a Public Sociologist, Traduït de l'hebreu per Diana Kimmerling, Oxford i Nova York: Berghahn Books, 2012, 258 pp.